# Buddleja hastata
Buddleja hastata là một loài thực vật có hoa trong họ Huyền sâm. Loài này được Prain ex Marquand mô tả khoa học đầu tiên năm 1930.